# Difloruro de germanio
El difloruro de germanio (GeF2) es un compuesto de Germanio y Flúor. Es un sólido blanco con un punto de fusión de 110 °C el cual puede ser producido reaccionando tetrafluoruro de germanio con polvo de germanio a 150-300 °C.

## Estructura
El difloruro de germanio forma cristales ortorómbicos con un grupo espacial P212121 (n.º 19), símbolo Pearson oP12, y constantes de red de a = 0.4682 nm, b = 0.5178 nm, c = 0.8312 nm, Z = 4 (4 unidades estructurales por celda). Su estructura cristalina es caracterizada por fuertes cadenas polímericas compuestas de pirámides de GeF3 pyramids. Uno de los átomos de floruro en la pirámide es compartido por 2 cadenas contiguas, proveyendo un débil enlace entre ellos. Otro cristal poco común formado de GeF2 tiene una simetría tetragonal con un grupo espacial P41212 (n.º 92), símbolo Pearson tP12, and constantes de red de a = 0.487 nm, b = 0.6963 nm, c = 0.858 nm.